# ستيف هودجز
ستيف هودجز (بالإنجليزية: Steve Hodges)‏ هو سياسي أمريكي، ولد في 2 فبراير 1949 في كاب جيراردو في الولايات المتحدة. حزبياً، نشط في الحزب الديمقراطي. وقد انتخب عضو مجلس نواب ولاية ميسوري.